# آنتوان لیوتی
آنتوان لیوتی (انگلیسی: Antoine Leautey؛ زادهٔ ۱۶ آوریل ۱۹۹۶) بازیکن فوتبال اهل فرانسه است.